# David Green (football canadien)
Pour les articles homonymes, voir David Green et Green.
(en) Statistiques sur pro-football-reference
(en) Statistiques sur statscrew
David Green (né le 7 septembre 1953) est un joueur américain de football canadien et de football américain. Sa courte carrière professionnelle a été marquée par une exceptionnelle saison en 1979 au terme de laquelle il a mérité les plus grands honneurs de la Ligue canadienne de football.

## Carrière
David Green est né à Jacksonville en Caroline du Nord. Il a fréquenté la Richlands High School de la ville voisine de Richlands
 ainsi que le Chowan Junior College (en) de Murfreesboro. Par la suite il s'est aligné pour les Fighting Scots de l'Université Edinboro (en) d'Edinboro en Pennsylvanie, où il remporte beaucoup de succès.
Il rejoint les Alouettes de Montréal de la Ligue canadienne de football en 1978. Il ne joue pas pour une bonne partie de la saison, mais quand les deux porteurs de ballon réguliers de l'équipe, John O'Leary et Ken Starch, se blessent le même jour, il obtient sa chance. Il prend part à cinq matchs et devient vite le favori de la foule. Il brille lors de la demi-finale de l'Est contre Hamilton avec 144 verges (yards en Europe) de gains et trois touchés.  La saison suivante, en 1979, Green est totalement dominant : il est au premier rang de la LCF pour les verges par la course avec 1678, soit plus de 350 verges de plus que le second. Il s'agit alors de la sixième meilleure performance de l'histoire de la LCF. Green est récompensé par le titre de joueur par excellence de la ligue, par une place sur l'équipe des étoiles et par le trophée du meilleur joueur offensif du match de la coupe Grey. En effet, tout comme la saison précédente, les Alouettes parviennent à la grande finale mais s'inclinent face aux Eskimos d'Edmonton.
En 1980, David Green est insatisfait de son salaire et réclame de meilleures conditions. Son dossier est réglé avant le début de la saison, mais il est blessé lors du troisième match de la saison. De plus, il se considère mal traité par le club et exprime son désir de jouer ailleurs qu'à Montréal. Son rendement en souffre ; son nombre de verges gagnées au sol est la moitié de celui de la saison précédente. Par contre, il capte 31 passes et marque neuf touchés.
La saison suivante, l'homme d'affaires Nelson Skalbania (en) achète les Alouettes et a de grandes ambitions pour le club. Il veut attirer de grandes vedettes américaines, dont le quart-arrière Vince Ferragamo (en). Pour obtenir les droits sur celui-ci, que détiennent les Tiger-Cats, il doit envoyer Green et le receveur de passes Keith Baker à Hamilton. Green est blessé et connaît une piètre saison, et ne reviendra pas à Hamilton. Il tente sa chance dans la NFL l'année suivante, avec les Browns de Cleveland, mais il participe à seulement neuf matchs et porte le ballon une seule fois. Il se retire alors du football professionnel.

## Trophées et honneurs
- Trophée Schenley du joueur le plus utile de la Ligue canadienne de football : 1979
- Équipe d'étoiles de la division Est : 1979
- Équipe d'étoiles de la Ligue canadienne de football : 1979
- Meilleur joueur offensif du match de la coupe Grey : 1979
- Intronisé au Temple de la renommée de l'université Edinboro en 1988[3]